# Venerdì 17 (album)
Venerdì 17 è il secondo mixtape del rapper italiano Fabri Fibra, pubblicato il 18 marzo 2011 dalla Tempi Duri Records.

## Descrizione
Pubblicato per il download gratuito, il titolo è un riferimento al giorno in cui l'album Controcultura del rapper ha guadagnato la prima posizione nella Classifica FIMI Album.
Nel mixtape sono presenti remix, brani inediti e freestyle, oltre a una numerosa serie di partecipazioni, tra cui Al Castellana, Entics, DJ Double S e Danti dei Two Fingerz. La produzione del brano Sotto shock è affidata ai disc jockey Don Joe e Shablo.
Insieme a Quorum, è stato venduto anche in edizione CD ai concerti del tour estivo 2011 del rapper.

## Tracce
1. Prima che sia domani (feat. Al Castellana) – 5:23
2. Numero uno – 2:58
3. Escort (Remix) (feat. Entics) – 4:06
4. Quelle radio – 3:26
5. Qualcuno normale (Remix) (feat. DJ Double S) – 1:48
6. Freestyle solido – 2:42
7. Freestyle liquido – 2:31
8. Freestyle gasato – 2:17
9. Bugiardo (Megamix) (feat. DJ Myke) – 4:14
10. La soluzione (Remix) (feat. Pula+, Danti) – 3:14
11. Tranne te (Remix) (feat. Danti) – 3:08
12. Double Trouble (Remix) (feat. DJ Double S) – 3:26
13. Sono hip hop – 3:38
14. Collezione (Megamix) (feat. DJ Double S) – 7:19
15. Festa (Remix) (feat. Entics) – 2:56
16. Sotto shock – 3:44
17. Tranne te (Megamix) (feat. Redman, Soprano, Marracash, Dargen, Entics) – 5:42
18. Hip Hop (Mastafive Remix) (Bonus Track) – 4:01

## Formazione
Musicisti
- Fabri Fibra – voce
- Al Castellana – voce aggiuntiva (traccia 1)
- DJ Double S – scratch (tracce 1, 5, 7, 12 e 14)
- Entics – voce aggiuntiva (tracce 3, 15 e 17)
- DJ Myke – scratch (traccia 9)
- Pula+ – voce aggiuntiva (traccia 10)
- Danti – voce aggiuntiva (tracce 10 e 11)
- Redman – voce aggiuntiva (traccia 17)
- Soprano – voce aggiuntiva (traccia 17)
- Marracash – voce aggiuntiva (traccia 17)
- Dargen – voce aggiuntiva (traccia 17)

Produzione
- Marco Zangirolami – missaggio
- DJ Nais – produzione (tracce 2-4, 12 e 13)
- Vins – coproduzione (tracce 2-4, 12 e 13)
- DJ Lil' Cut – registrazione scratch (tracce 5 e 12)
- Crookers – produzione (traccia 15)
- Don Joe – produzione (traccia 16)
- Shablo – produzione (traccia 16)
- Mastafive – produzione (traccia 18)